# Delsjöområdets naturreservat
Delsjöområdets naturreservat, är ett cirka 760 hektar stort naturreservat mellan östra delen av Göteborgs kommun (Örgryte socken), nordöstra delen av Mölndals kommun (Fässbergs socken) och nordvästra delen av Härryda kommun (Råda socken) i Västergötland. Det inrättades 1984 och är även ett Natura 2000-område. Området är ett mycket uppskattat rekreationsområde med över en miljon besökare varje år. 
Reservatet utgörs av skogsmark runt Lilla och Stora Delsjön. Där finns även en rad mindre sjöar och tjärnar. Delsjöreservatet gränsar mot Knipeflågsbergens naturreservat i Partille kommun. 
Delsjöarna är en del av vattenförsörjningen för Göteborgs kommun. Vatten pumpas dit upp från Göta älv. Bassänger från det gamla vattenverket vid Delsjön brukas som fiskdammar. 
Skatås motionscentral ligger i anslutning till reservatet. Många motionsspår går genom naturreservatet.
På det cirka 150 meter höga Slättåsberget vid Brudaremossen inom reservatet står Brudaremossenmasten.
Inom samhällsplaneringen i Stor-Göteborg finns förslag att exploatera vissa delar av området för att möta bostadsbristen och upplåta mark till nya bostäder. Naturintressen och politisk oenighet har dock bromsat upp processen. 

## Reservatets sjöar och areal
- Svarttjärnen, 4,2  hektar
- Stora Delsjön, 122,2 hektar
- Lilla Delsjön, 52,3 hektar
- Västra Långevattnet 4,8 hektar
- Östra Långevattnet 3,6 hektar
- Stora Björketjärn, 2,4 hektar

## Bilder

Bilder från Delsjöområdets naturreservat
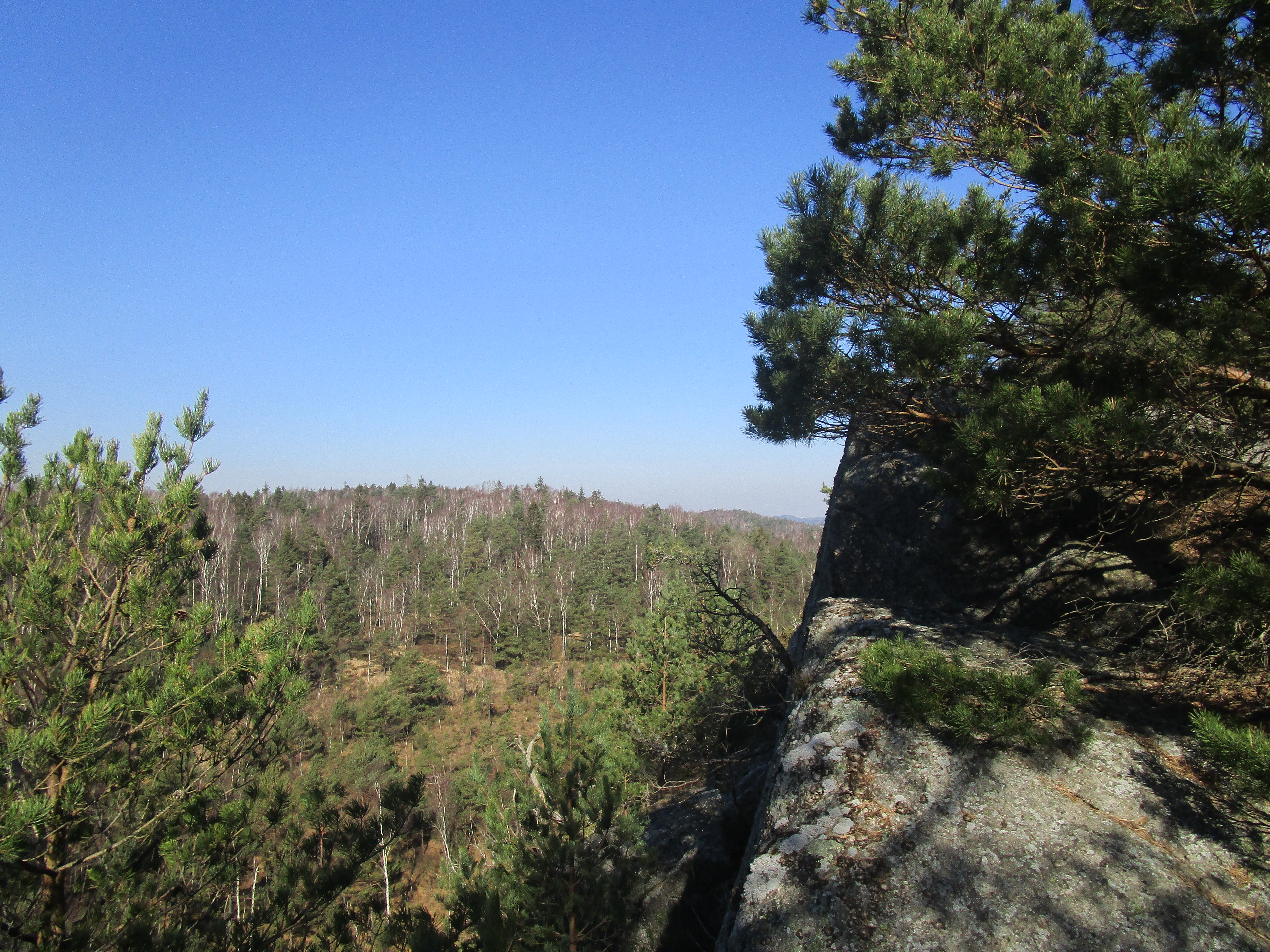
Vargklippan strax NE om Östra Långevattnet 27 mars 2020
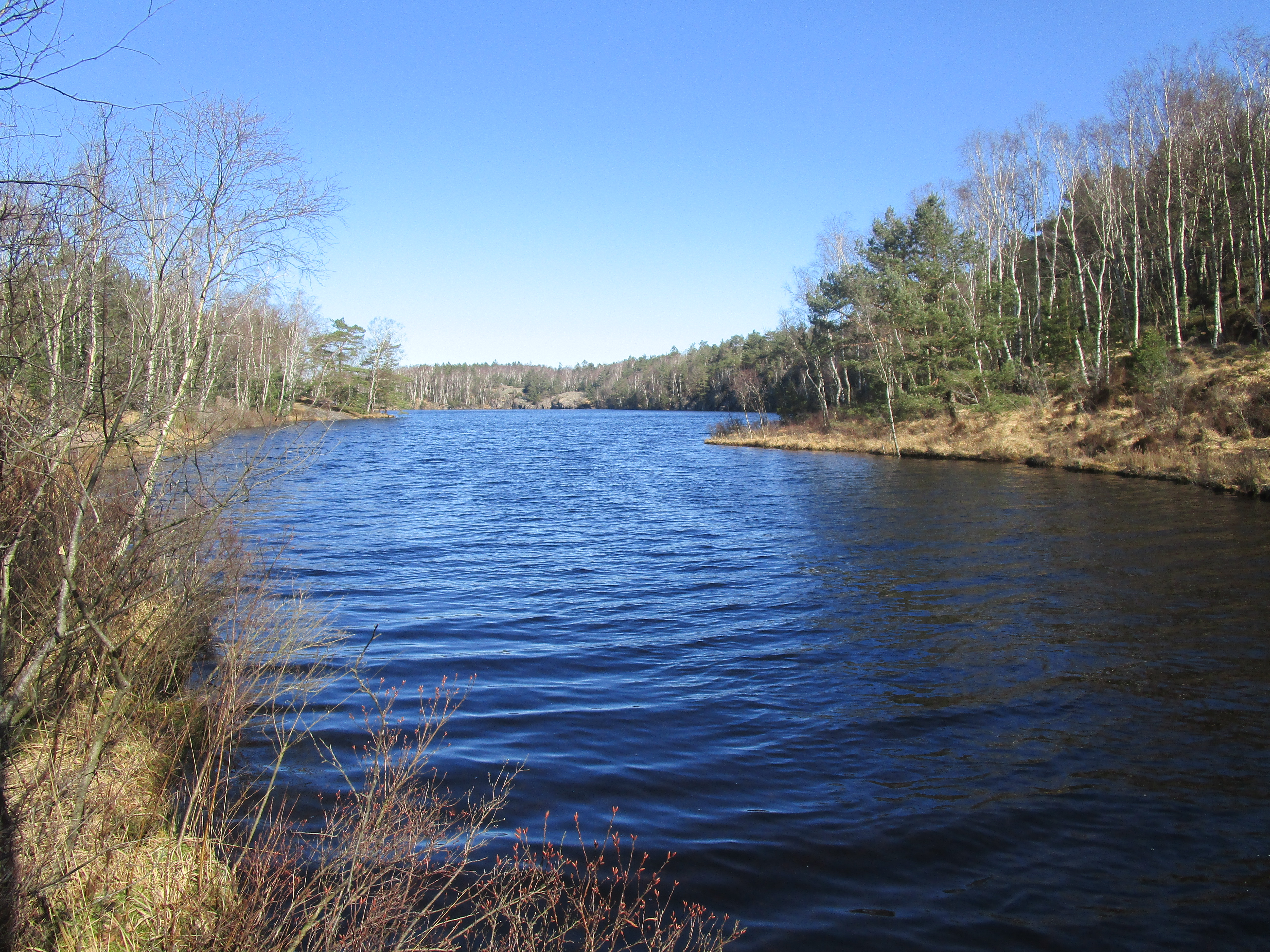
Västra Långevattnet sett från sydänden 29 mars 2020.
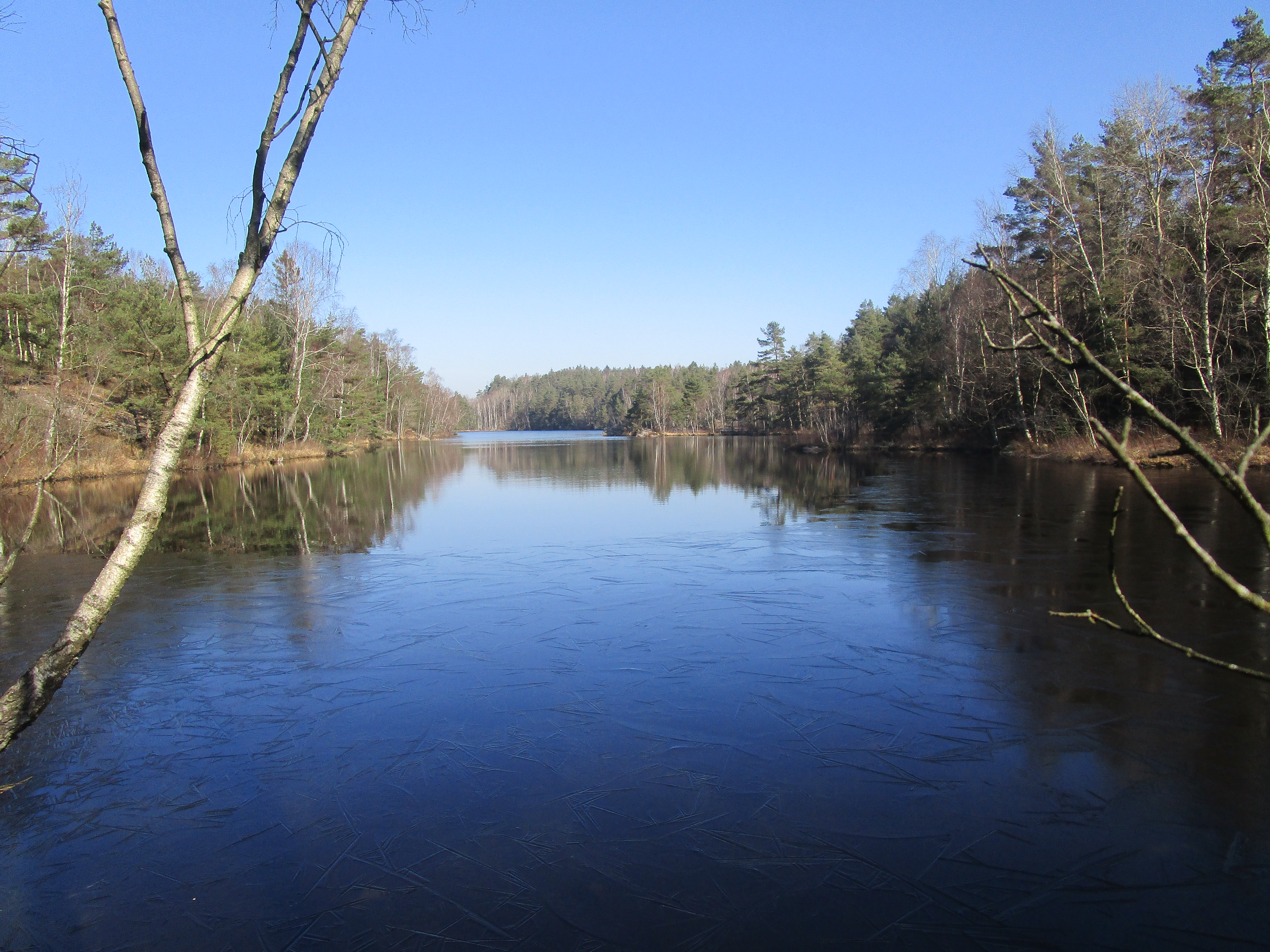
Östra Långevattnet från södra änden 27 mars 2020.
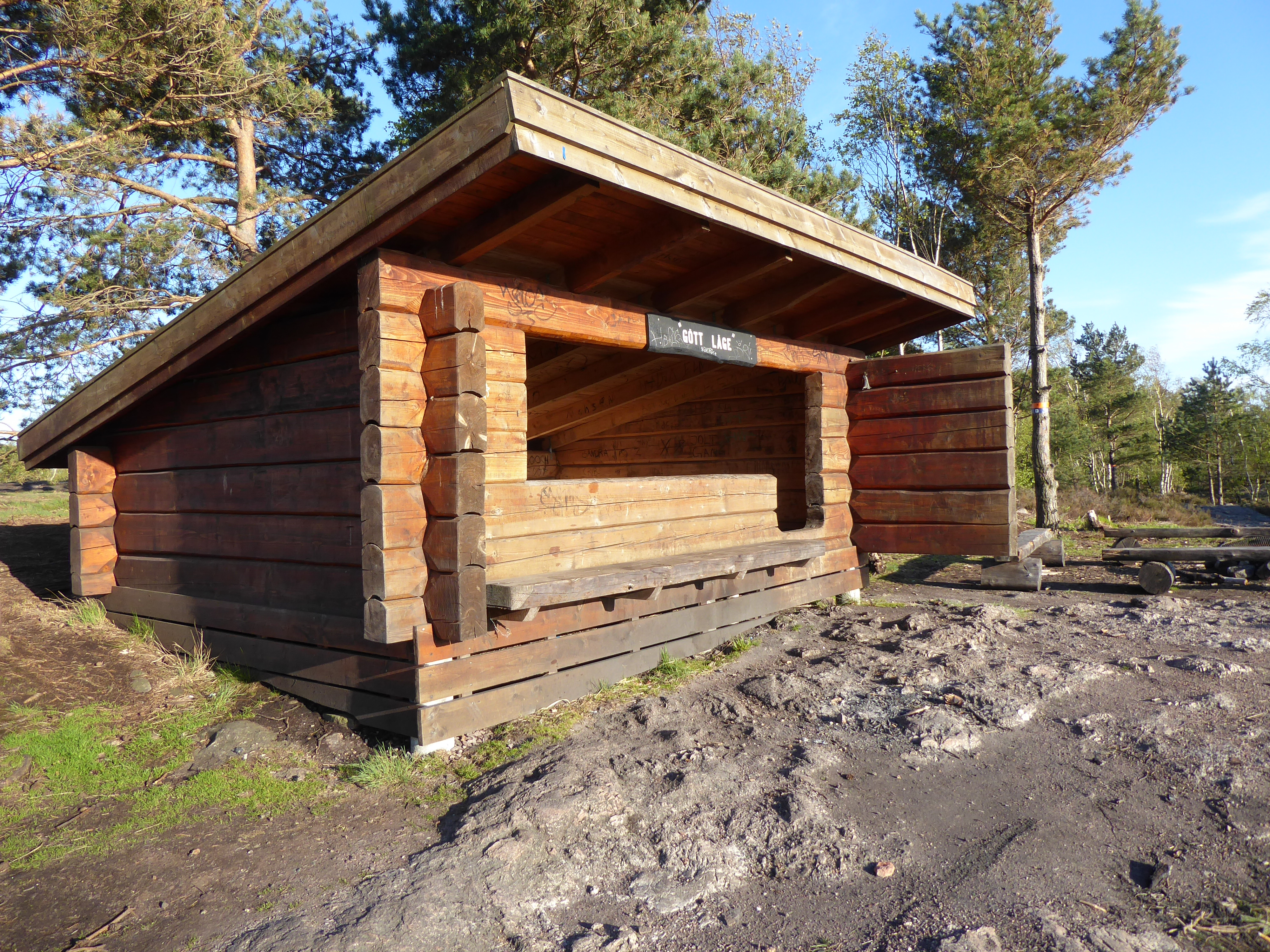
Vindskyddet på Stora Getryggen 6 maj 2020
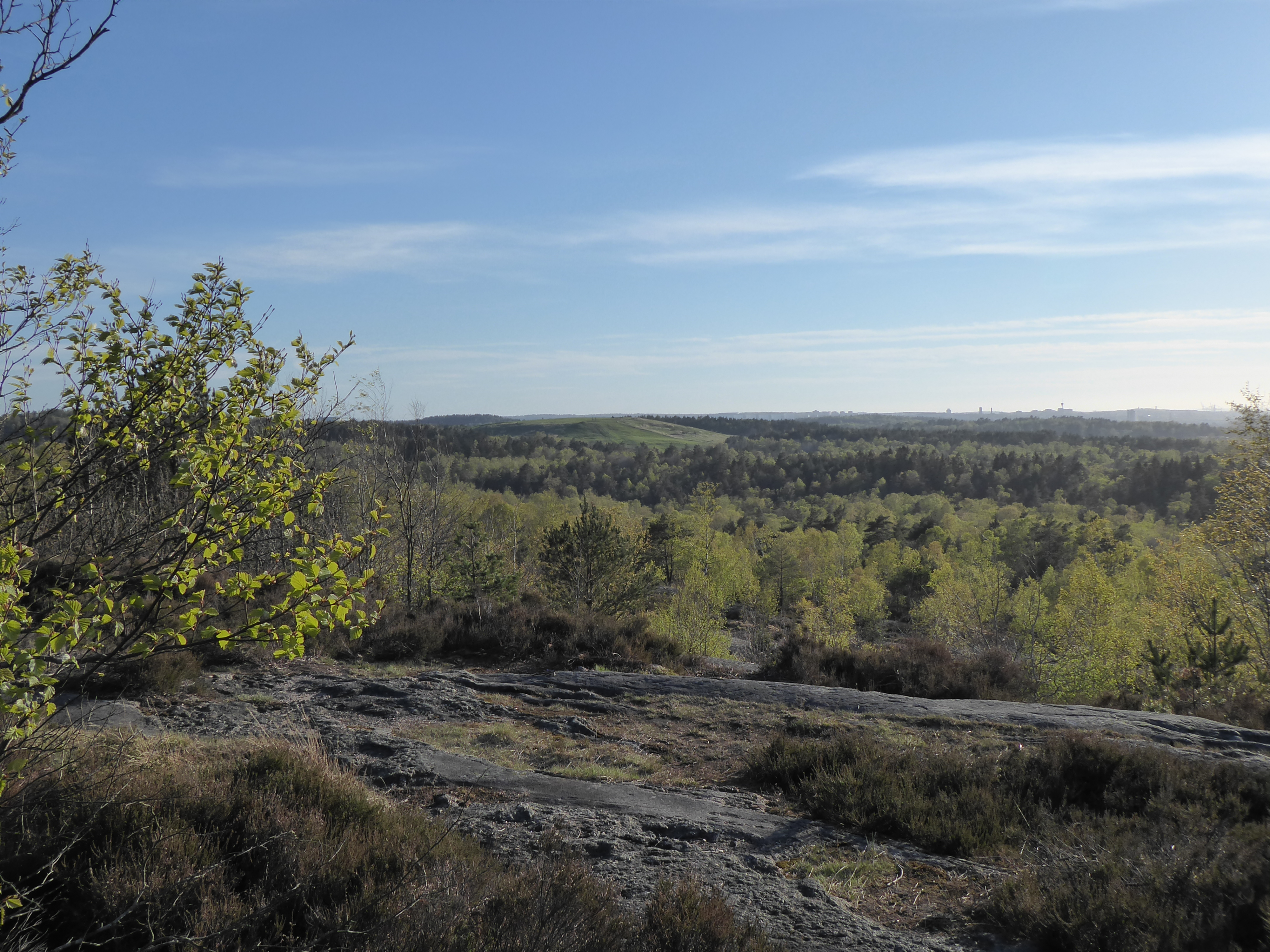
Utsikt från Stora Getryggen mot Brudarebacken 6 maj 2020
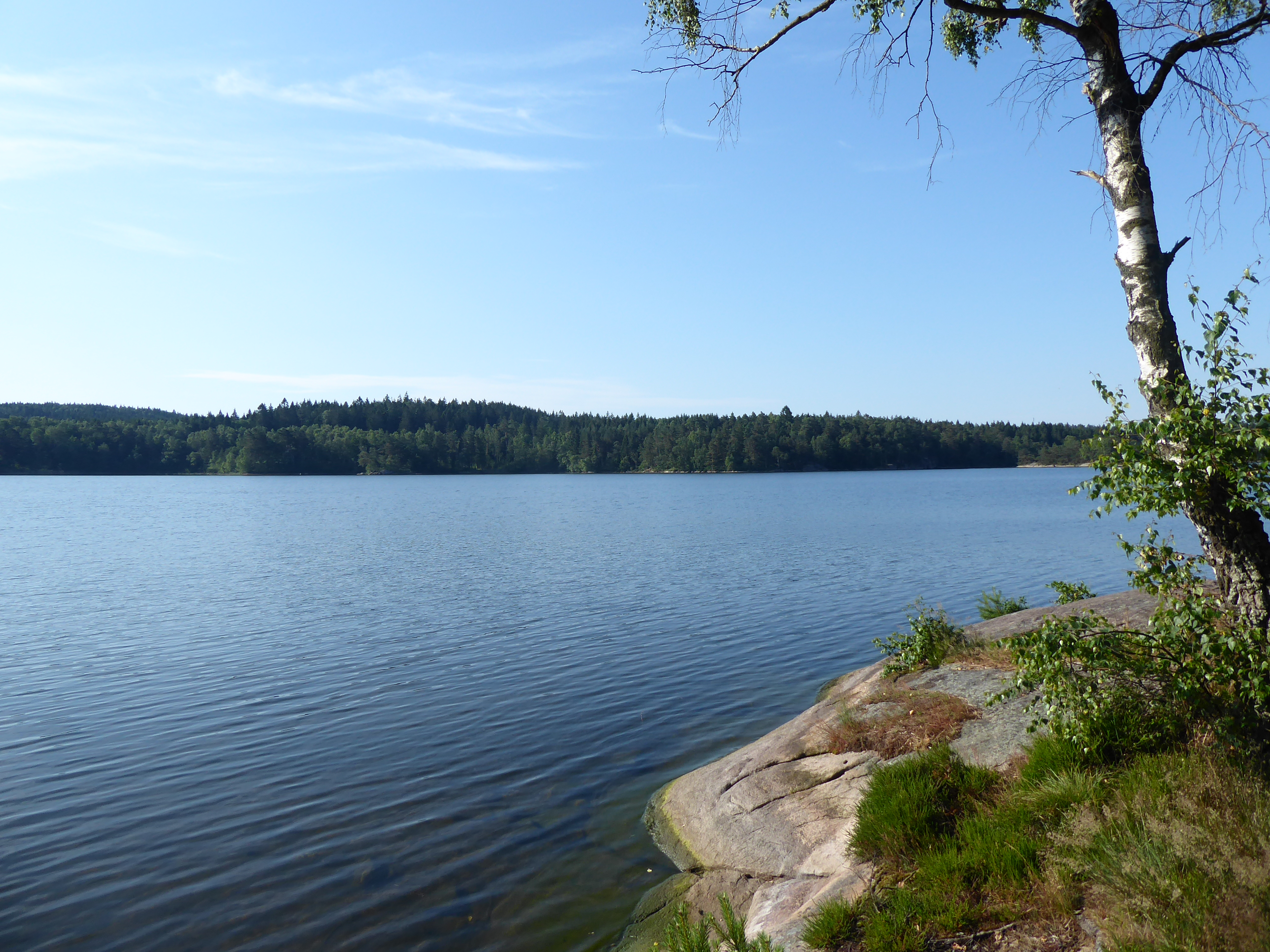
Lilla Delsjön från norra stranden den 27 juni 2020.
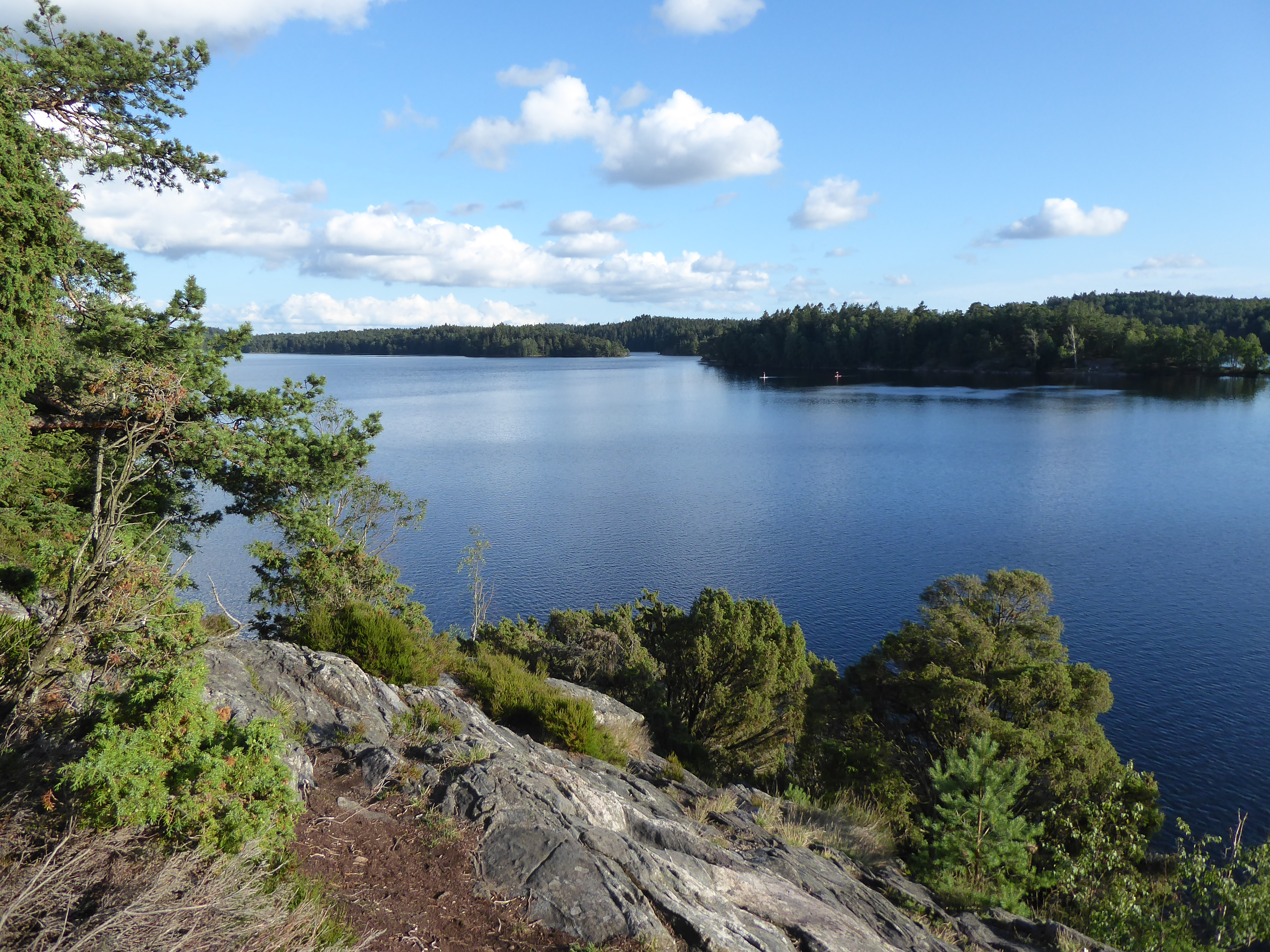
Stora Delsjön från branten i nordväst, riktning sydöst, 9 juli 2020.